# サムイル・サモスード
サムイル・アブラモヴィチ・サモスード（ロシア語: Самуи́л Абра́мович Самосу́д, ラテン文字転記：Samuil Abramovich Samosud, 1884年5月18日 トビリシ - 1964年11月6日 モスクワ）は、グルジア出身のソビエト連邦の指揮者。

## 経歴
1906年にトビリシ音楽学校のチェロのクラスを卒業し、様々なオーケストラで演奏を行った。後にプラハでハヌシュ・ヴィハーンについて学び、またパリでパブロ・カザルスの下で学んだ。ロシアに戻ってペテルブルク人民会堂オーケストラのチェリストとなった。
1910年から1917年まで、人民会堂オペラ劇場の指揮者を務めた。1917年から1919年にはマリインスキー劇場で働き、その後ミハイロフスキー劇場の主任指揮者と芸術監督になった。1929年からはサンクトペテルブルク音楽院で指揮法の教授をした（1934年からは同音楽院教授）。1936年にはモスクワに招聘され、1943年までボリショイ劇場を主導した。そして、1943年から1950年まではスタニスラフスキーおよびネミロヴィチ＝ダンチェンコ記念モスクワ・アカデミー音楽劇場 (The Stanislavski and Nemirovich-Danchenko Moscow Academic Music Theatre) の主任監督を務めた。1953年から1957年まで、モスクワ・フィルハーモニー管弦楽団を率いた。その後、1957にロシア国立シンフォニー・カペラを創設し、1964年まで同団体を主導した。
1964年11月6日に亡くなり、モスクワのノヴォデヴィチ墓地に埋葬された。

## 演奏活動
プロコフィエフのオペラ『戦争と平和』や交響曲第7番、ショスタコーヴィチの交響曲第7番およびオペラ『鼻』『ムツェンスク郡のマクベス夫人』といった、ソビエト連邦時代の重要な作品の初演者として名を残している。